# Fjallsendi
Fjallsendi är ett berg i republiken Island. Det ligger i regionen Austurland, 400 km öster om huvudstaden Reykjavík. Toppen på Fjallsendi är 350 meter över havet.
Trakten runt Fjallsendi är nära nog obefolkad, med mindre än två invånare per kvadratkilometer. Det finns inga samhällen i närheten. Trakten runt Fjallsendi består i huvudsak av gräsmarker.